# Fridlevstads socken
Fridlevstads socken i Blekinge ingick i Medelstads härad, ingår sedan 1974 i Karlskrona kommun och motsvarar från 2016 Fridlevstads distrikt i Blekinge län.
Socknens areal är 105,1 kvadratkilometer, varav land 101,5. År 2000 fanns här 2 162 invånare. Tätorten Nävragöl, en del av tätorten Spjutsbygd samt tätorten Fridlevstad med Fridlevstads kyrka ligger i denna socken. Byn Höryda i socknen har en unik dokumentation på internet utförd av Blekinge museum. 

## Administrativ historik
Socknen har medeltida ursprung med en kyrka från omkring år 1200.
Ur socknen utbröts 1 maj 1846 Sillhövda socken. Vid kommunreformen 1862 övergick socknens ansvar för de kyrkliga frågorna till Fridlevstads församling och för de borgerliga frågorna till Fridlevstads landskommun. Landskommunen utökades 1952 och 1963 och  uppgick 1974 i Karlskrona kommun. Församlingen utökades 2010.
1 januari 2016 inrättades distriktet Fridlevstad, med samma omfattning som församlingen hade 1999/2000.  
Socknen har tillhört fögderier, tingslag och domsagor enligt vad som beskrivs i artikeln Medelstads härad. Socken indelades fram till 1901 i 74 båtsmanshåll, vars båtsmän tillhörde Blekinges 3:e (1:a före 1845) båtsmanskompani.

## Geografi
Fridlevads socken sträcker sig från norr till söder mellan Nättraby- och Silleåarna. I söder når socknen fram mot Nättraby och havet. Kuperad trakt med skog, småsjöar och mossar i norr där sjön Stora Alljungen ligger. I söder mer kuperad dalgångsbygd. 

## Fornminnen
En mansgrav från stenåldern är funnen vid Björkeryd. Vid Fridlevstad finnes på en kulle en delvis förstörd skeppssättning, den så kallade Frillegraven. Från historisk tid märks sju labyrinter.

## Namnet
Namnet (1349 parochie Frillungstadha), taget från kyrkbyn, innehåller ett mansnamn Frillung och efterledet stad ’ställe’.

## Befolkningsutveckling
| Befolkningsutvecklingen i Fridlevstads socken 1750–1990                                                 | Befolkningsutvecklingen i Fridlevstads socken 1750–1990 | Befolkningsutvecklingen i Fridlevstads socken 1750–1990 | Befolkningsutvecklingen i Fridlevstads socken 1750–1990 | Befolkningsutvecklingen i Fridlevstads socken 1750–1990 |
| --- | ------------------------------------------------------- | ------------------------------------------------------- | ------------------------------------------------------- | ------------------------------------------------------- |
| |                                                         |                                                         |                                                         |                                                         |
| År |                                                         |                                                         | Folkmängd                                               |                                                         |
| 1750 | 1750                                                    |                                                         | 1 872                                                   |                                                         |
| 1760 | 1760                                                    |                                                         | 1 997                                                   |                                                         |
| 1769 | 1769                                                    |                                                         | 2 460                                                   |                                                         |
| 1780 | 1780                                                    |                                                         | 2 486                                                   |                                                         |
| 1790 | 1790                                                    |                                                         | 2 437                                                   |                                                         |
| 1800 | 1800                                                    |                                                         | 2 783                                                   |                                                         |
| 1810 | 1810                                                    |                                                         | 3 059                                                   |                                                         |
| 1820 | 1820                                                    |                                                         | 3 466                                                   |                                                         |
| 1830 | 1830                                                    |                                                         | 3 559                                                   |                                                         |
| 1840 | 1840                                                    |                                                         | 4 200                                                   |                                                         |
| 1850 | 1850                                                    |                                                         | 4 692                                                   |                                                         |
| 1860 | 1860                                                    |                                                         | 3 044                                                   |                                                         |
| 1870 | 1870                                                    |                                                         | 3 235                                                   |                                                         |
| 1880 | 1880                                                    |                                                         | 3 415                                                   |                                                         |
| 1890 | 1890                                                    |                                                         | 3 213                                                   |                                                         |
| 1900 | 1900                                                    |                                                         | 2 998                                                   |                                                         |
| 1910 | 1910                                                    |                                                         | 2 913                                                   |                                                         |
| 1920 | 1920                                                    |                                                         | 2 820                                                   |                                                         |
| 1930 | 1930                                                    |                                                         | 2 741                                                   |                                                         |
| 1940 | 1940                                                    |                                                         | 2 527                                                   |                                                         |
| 1950 | 1950                                                    |                                                         | 2 367                                                   |                                                         |
| 1960 | 1960                                                    |                                                         | 2 015                                                   |                                                         |
| 1970 | 1970                                                    |                                                         | 1 960                                                   |                                                         |
| 1980 | 1980                                                    |                                                         | 2 409                                                   |                                                         |
| 1990 | 1990                                                    |                                                         | 2 315                                                   |                                                         |
| Anm: Källor: Umeå universitet - Tabellverket 1749-1859, Demografiska databasen, CEDAR, Umeå universitet |                                                         |                                                         |                                                         |                                                         |

### Fotnoter
1. 1 2 3  Svensk Uppslagsbok Fridlevstads socken Arkiverad 19 augusti 2015 hämtat från the Wayback Machine.
2. 1 2  Harlén, Hans; Harlén Eivy (2003). Sverige från A till Ö: geografisk-historisk uppslagsbok. Stockholm: Kommentus. Libris 9337075. ISBN 91-7345-139-8
3. ↑  ”Församlingar”. Statistiska centralbyrån. https://www.scb.se/hitta-statistik/regional-statistik-och-kartor/regionala-indelningar/forsamlingar/. Läst 30 december 2022.
4. ↑  "Ostkanten" om Blekinge och Södra Möres båtsmän
5. 1 2  Sjögren, Otto (1932). Sverige geografisk beskrivning del 3 Blekinge, Kristianstads, Malmöhus och Hallands län samt staden Göteborg. Stockholm: Wahlström & Widstrand. Libris 9940
6. 1 2  Nationalencyklopedin
7. ↑  Fornlämningar, Statens historiska museum: Fridlevstads socken
8. ↑  Fornminnesregistret, Riksantikvarieämbetet: Fridlevstads socken Fornminnen i socknen erhålls på kartan genom att skriva in sockennamn (utan "socken") i "Ange geografiskt område"